# Syllegomydas cinctus
Syllegomydas cinctus is een vliegensoort uit de familie Mydidae. De wetenschappelijke naam van de soort is, geplaatst in het geslacht Mydas, voor het eerst geldig gepubliceerd in 1835 door Macquart.
De soort komt voor in Algerije, Egypte en Tunesië.